# Michel Arrivé
Pour les articles homonymes, voir Arrivé.
Michel Arrivé, né le 7 décembre 1936 à Neuilly-sur-Seine et mort le 3 avril 2017 à Saint-Cloud,, est un écrivain et linguiste français.

## Biographie
Enfant d'une mère institutrice et d'un père ingénieur fait prisonnier de guerre en 1940, Michel Arrivé a été élevé par sa famille élargie (mère, sœur, grand-mère...). Élève précoce et brillant (il obtient son baccalauréat à 16 ans), il entre en khâgne au Lycée Louis-le-Grand et devient agrégé de grammaire (1958, plus jeune lauréat du concours), docteur d'État ès lettres de l'université Paris-Sorbonne (1970).
Il commence sa carrière dans le secondaire (lycées de Pontoise et Évreux), devient ensuite assistant de Frédéric Deloffre à la Sorbonne. Il va ensuite enseigner la linguistique à l'Université de Tours puis devient professeur de linguistique et de sémiotique à l'Université Paris-Nanterre en 1983. Il fait valoir ses droits à la retraite en 2006. Michel Arrivé a ainsi effectué une longue carrière de professeur à l’Université Paris X Nanterre, où il a dirigé et fait soutenir une centaine de thèses.
Principal spécialiste d'Alfred Jarry, il a publié une vingtaine de livres et plus de trois cents articles.
Il est aussi l'auteur de travaux sur les influences linguistiques exercées sur Jacques Lacan, notamment celle de Pichon et Damourette.

## Ouvrages
- Œuvres complètes de Jarry dans la Bibliothèque de la Pléiade, 1972
- Jarry, Peintures, gravures et dessins, Collège de Pataphysique, 1968
- Les langages de Jarry : essai de sémiotique littéraire, Klincksieck, 1972
- Lire Jarry, PUF et Complexe, 1976
- collaborateur de la Grammaire Larousse du français contemporain (1964)
- collaborateur de La Grammaire d’aujourd’hui : guide alphabétique de linguistique française, Flammarion, 1986
- Réformer l’orthographe ?, Presses universitaires de France, 1993
- Verbes sages et verbes fous, Lambert-Lucas, 2005 ; nouvelle édition complétée, Belin, 2010
- Linguistique et psychanalyse, Méridiens-Klincksieck, 1986
- Langage et psychanalyse, linguistique et inconscient, PUF, 1994, puis Lambert-Lucas, 2006
- Le linguiste et l’inconscient, PUF, 2008
- À la recherche de Ferdinand de Saussure, PUF, 2007
- Du côté de chez Saussure, Lambert-Lucas, 2008
- Les Remembrances du vieillard idiot, roman, Flammarion, 1977 (prix du premier roman)
- La réduction de peine, Flammarion, 1978
- L'horloge sans balancier, Flammarion, 1983
- Une très vieille petite fille, Champ Vallon, 2006
- La Walkyrie et le professeur, Champ Vallon, 2007
- Un bel immeuble, Champ Vallon, 2009 (Collection Détours)
- L'Homme qui achetait les rêves, Champ Vallon, 2012
- L’Éphémère ou La mort comme elle va (nouvelles), Méridiens-Klincksieck, 1989
- Elle et Lui, Lui et Elle (nouvelles noires), Black-out Editions, 2018

## Récompenses et distinctions

### Décorations
- Officier de l'ordre national du Mérite Il est fait officier par décret du 14 novembre 2012 pour ses 54 ans de services[6].

### Récompenses
- 1977 : Prix du premier roman pour  Les Remembrances du vieillard idiot